# Funt szkocki

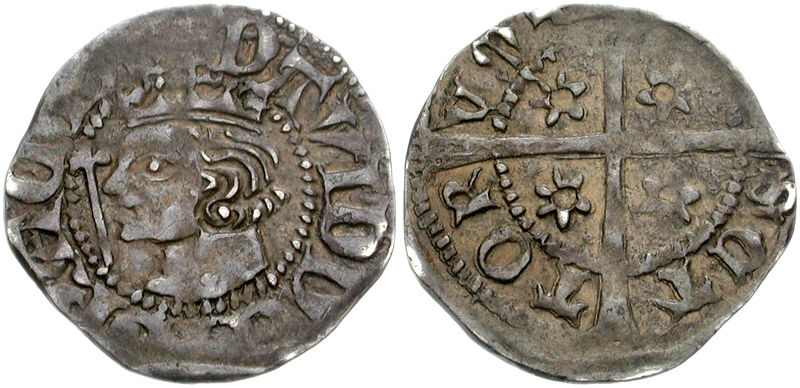
Pens szkocki bity przez Dawida II, króla Szkocji

Funt szkocki (scots Pund Scots, ang. Pound Scots) – pieniądz Królestwa Szkocji używany do czasu, gdy weszło ono w polityczną i monetarną unię z Królestwem Anglii w 1707 roku zgodnie z aktem unii z 1707. Został wprowadzony przez Dawida I na podstawie modelu walutowego Anglii i Francji; dzielił się na 20 szylingów, szyling zaś na 12 pensów. Wartość szkockiego funta w stosunku do funta szterlinga i w czasach Jakuba III 4 funty szkockie miały wartość jednego funta szterlinga.
Oprócz funtów szkockich w obiegu były srebrne monety zwane merkami, warte 13 szylingów i 4 pensy czyli 2/3 funta szkockiego. Gdy Jakub VI Stuart został królem Anglii, jako Jakub I Stuart w 1603, waluta została zmieniona na wzór angielski przy kursie 12 funtów szkockich do 1 funta szterlinga. Po takim kursie w 1707 funt szkocki został zastąpiony funtem szterlingiem. Jednakże w Szkocji był nadal używany przez prawie cały XVIII wiek.

## Współcześnie
W obecnych czasach funt szkocki jest drukowany przez trzy największe szkockie banki clearingowe: Royal Bank of Scotland, Bank of Scotland i Clydesdale Bank. Banknoty są czasem uznawane jako środek płatniczy w całej Wielkiej Brytanii, jednak używane są głównie na terenie Szkocji. Jednostkowo wartość ich jest równa funtom szterlingom i nie podlega wahaniom kursowym. Z formalnego punktu widzenia nie jest to waluta uznawana za legalny środek płatniczy, a jedynie za weksel. W kantorach poza granicami Wielkiej Brytanii wymieniane są one zwykle po kursie niższym niż funt szterling lub nie są akceptowane.